# 소총통
소총통(小銃筒)은 서울특별시 종로구 국립고궁박물관에 있는 조선시대의 휴대용 화기이다. 1986년 3월 14일 대한민국의 보물 제856호로 지정되었다.

## 개요
소총통은 조선 중기의 대표적인 소형총통인 승자총통의 발전된 형식이다. 약통에 도화선을 넣어 불씨를 점화하여 발사하는 유통식화기로 휴대용 화기의 일종이다. 이와 같은 소총통은 경북대학교 박물관 소장품을 비롯하여 4점이 있다. 이 유물에는 병부인 모병에 명문이 음각되어 그 학술적 가치가 매우 높다. 이런 까닭에 이 유물은 한국 소총통 연구에 있어서 표지적인 자료로 평가된다. 특히 이 소총통에 관해서는 조선전기와 중기의 화기에 관한 책인 국조오례의서례의 병기도감조나 화포식언해에 언급되어 있지 않아, 조선시대 소형총통 연구의 실물자료로도 가치가 높다. 이 소총통의 부리에는 대선을 제외한 죽절 7조를 돌렸고, 약통은 약각 도톰하게 하다가 이어 손잡이에 이르러서는 가늘게, 그리고 끝 부분은 대선을 다시 돌려 마무리하였다. 그리고 약선혈은 약통 뒤쪽에서 총렬과 연결하였으며, 모병 끝에는 나무자루에 못을 박게 하기 위한 못 구멍이 뚫려있다. 보존상태가 매우 양호하고 명문을 통하여 제작시기를 알 수 있는 유물로 조선시대 휴대 화기 연구에 귀중한 자료가 되고 있다.

## 참고 자료
- 소총통 - 국가유산청 국가유산포털

 본 문서에는 서울특별시에서 지식공유 프로젝트를 통해 퍼블릭 도메인으로 공개한 저작물을 기초로 작성된 내용이 포함되어 있습니다.